# Liste des monuments historiques de Saint-Flour
Ce tableau présente la liste de tous les monuments historiques classés ou inscrits dans la ville de Saint-Flour, Cantal, en France.

## Liste
| Monument                                                           | Adresse                                         | Coordonnées                      | Notice         | Protection            | Date           | Illustration                                                      |
| ------------------------------------------------------------------ | ----------------------------------------------- | -------------------------------- | -------------- | --------------------- | -------------- | ----------------------------------------------------------------- |
| Auberge de la Couronne                                             | 11 rue du Thuile-Haut                           | 45° 01′ 57″ nord, 3° 05′ 30″ est | « PA00093630 » | Inscrit               | 1946           | Auberge de la Couronne                                            |
| Hôtel de ville - Caisse d'épargne de Saint-Flour                   | 17 bis place d'Armes                            | 45° 02′ 02″ nord, 3° 05′ 43″ est | « PA15000025 » | Inscrit               | 2003           | Hôtel de ville - Caisse d'épargne de Saint-Flour                  |
| Cathédrale Saint-Pierre                                            | Place d'Armes                                   | 45° 02′ 00″ nord, 3° 05′ 42″ est | « PA00093609 » | Classé                | 1906           | Cathédrale Saint-Pierre                                           |
| Cloître                                                            | 3, 5, 7 rue des Jacobins                        | 45° 02′ 04″ nord, 3° 05′ 37″ est | « PA00093610 » | Inscrit               | 1946           | Cloître                                                           |
| Église Notre-Dame Halle aux Bleds                                  |                                                 | 45° 02′ 01″ nord, 3° 05′ 34″ est | « PA00093611 » | Classé                | 1946           | Église Notre-DameHalle aux Bleds                                  |
| Église Saint-Vincent Ancienne chapelle des Dominicains ou Jacobins | Rue Sorel 7 rue des Jacobins                    | 45° 02′ 04″ nord, 3° 05′ 36″ est | « PA00093612 » | Classé                | 1960           | Église Saint-VincentAncienne chapelle des Dominicains ou Jacobins |
| Fontaine                                                           | Rue des Lacs Rue Marchande                      | 45° 01′ 58″ nord, 3° 05′ 32″ est | « PA00093613 » | Inscrit               | 1946           | Fontaine                                                          |
| Grand séminaire                                                    | Rue des Planchettes                             | 45° 01′ 57″ nord, 3° 05′ 27″ est | « PA00093637 » | Classé Inscrit        | 1990 2000      | Grand séminaire                                                   |
| Hôtel de Lastic Sous-Préfecture                                    | 35 rue Sorel                                    | 45° 02′ 04″ nord, 3° 05′ 32″ est | « PA00093615 » | Inscrit               | 1947           | Hôtel de LasticSous-Préfecture                                    |
| Hôtel de Montchauvel                                               | 26-28 rue Sorel                                 | 45° 02′ 04″ nord, 3° 05′ 34″ est | « PA15000016 » | Inscrit               | 2002           | Hôtel de Montchauvel                                              |
| Maison (façade et balcon sur cour)                                 | 5 place d'Armes                                 | 45° 02′ 00″ nord, 3° 05′ 40″ est | « PA00093619 » | Inscrit               | 1946           | Maison(façade et balcon sur cour)                                 |
| Maison                                                             | 6 place d'Armes                                 | 45° 02′ 00″ nord, 3° 05′ 40″ est | « PA00093620 » | Inscrit               | 1946           | Maison                                                            |
| Maison                                                             | 7 place d'Armes                                 | 45° 02′ 01″ nord, 3° 05′ 40″ est | « PA00093621 » | Inscrit               | 1946           | Maison                                                            |
| Hôtel de Nubieu (façades et toitures de la tour d'escalier)        | 13 place d'Armes                                | 45° 02′ 03″ nord, 3° 05′ 41″ est | « PA00093616 » | Inscrit               | 1982           | Hôtel de Nubieu(façades et toitures de la tour d'escalier)        |
| Maison consulaire                                                  | 17 place d'Armes                                | 45° 02′ 01″ nord, 3° 05′ 43″ est | « PA00093622 » | Classé Inscrit Classé | 1928 1992 1996 | Maison consulaire                                                 |
| Boutique                                                           | 7 rue de la Collégiale                          | 45° 02′ 01″ nord, 3° 05′ 33″ est | « PA00093608 » | Inscrit               | 1946           | Boutique                                                          |
| Maison                                                             | 9 rue de la Collégiale                          | 45° 02′ 01″ nord, 3° 05′ 33″ est | « PA00093627 » | Inscrit               | 1946           | Maison                                                            |
| Maison                                                             | 10 place de la Halle-aux-Bleds                  | 45° 02′ 01″ nord, 3° 05′ 34″ est | « PA00093623 » | Inscrit               | 1946           | Maison                                                            |
| Maison                                                             | 12 place de la Halle-aux-Bleds                  | 45° 02′ 00″ nord, 3° 05′ 34″ est | « PA00093624 » | Inscrit               | 1946           | Maison                                                            |
| Maison                                                             | 14 place de la Halle-aux-Bleds                  | 45° 02′ 01″ nord, 3° 05′ 34″ est | « PA00093625 » | Inscrit               | 1946           | Image manquante Téléverser                                        |
| Maison                                                             | 16 place de la Halle-aux-Bleds                  | 45° 02′ 00″ nord, 3° 05′ 34″ est | « PA00093626 » | Inscrit               | 1946           | Maison                                                            |
| Immeuble                                                           | 18 place de la Halle-aux-Bleds                  | 45° 02′ 00″ nord, 3° 05′ 33″ est | « PA00093617 » | Inscrit               | 1946           | Immeuble                                                          |
| Hôtel Brisson (façades sur cour et toitures)                       | 15 rue Marchande                                | 45° 02′ 00″ nord, 3° 05′ 38″ est | « PA00093614 » | Inscrit               | 1946           | Hôtel Brisson(façades sur cour et toitures)                       |
| Maison                                                             | 18 rue Marchande                                | 45° 02′ 00″ nord, 3° 05′ 37″ est | « PA00093628 » | Inscrit               | 1946           | Maison                                                            |
| Maison du Gouverneur                                               | 31 rue Marchande                                | 45° 01′ 59″ nord, 3° 05′ 35″ est | « PA00093618 » | Inscrit               | 1946           | Maison du Gouverneur                                              |
| Maison                                                             | 33 rue Marchande                                | 45° 01′ 59″ nord, 3° 05′ 34″ est | « PA00093629 » | Inscrit               | 1946           | Maison                                                            |
| Palais épiscopal actuels hôtel de ville et musée                   | 1 place d'Armes                                 | 45° 01′ 59″ nord, 3° 05′ 41″ est | « PA15000010 » | Inscrit               | 2001           | Palais épiscopalactuels hôtel de ville et musée                   |
| Pont Vieux                                                         |                                                 | 45° 02′ 00″ nord, 3° 05′ 58″ est | « PA00093631 » | Inscrit               | 1946           | Pont Vieux                                                        |
| Porte des Roches                                                   | Montée des Roches                               | 45° 02′ 00″ nord, 3° 05′ 46″ est | « PA00093632 » | Inscrit               | 1927           | Porte des Roches                                                  |
| Porte des Tuiles                                                   | Rue des Planchettes                             | 45° 01′ 58″ nord, 3° 05′ 32″ est | « PA00093633 » | Inscrit               | 1927           | Porte des Tuiles                                                  |
| Resserre                                                           | Adossée au côté est de l'église Notre-Dame      | 45° 02′ 01″ nord, 3° 05′ 35″ est | « PA00093634 » | Inscrit               | 1946           | Image manquante Téléverser                                        |
| Resserre et hangar                                                 | Adossés au côté nord-est de l'église Notre-Dame | 45° 02′ 01″ nord, 3° 05′ 34″ est | « PA00093636 » | Inscrit               | 1946           | Image manquante Téléverser                                        |
| Resserres                                                          | Adossées au côté nord de l'église Notre-Dame    | 45° 02′ 01″ nord, 3° 05′ 33″ est | « PA00093635 » | Inscrit               | 1946           | Image manquante Téléverser                                        |